# Революция на достойнството
Революцията на достойнството (на украински: Революція гідності), известна още като Революцията на Майдана или Украинската революция, се състои в Украйна през февруари 2014 г. в края на протестите на Евромайдана, когато петдневни кървави сблъсъци между протестиращите и органите на реда в столицата Киев завършват с отстраняването на президента Виктор Янукович, връщането към Конституцията на Украйна от 2004 г. и избухването на руско-украинската война през 2014 г.
През ноември 2013 г. започва вълна от широкомащабни протести, известни като „Евромайдан“, в отговор на решението на президента Янукович да не подпише споразумение за политическо асоцииране и свободна търговия с Европейския съюз (ЕС) и вместо това да избере по-тесни връзки с Русия. Евромайданът скоро се превръща в най-голямото демократично масово движение в Европа от 1989 г. По-рано същата година Върховната Рада (украинският парламент) одобрява с огромно мнозинство финализирането на споразумението; Русия притиска Украйна да го отхвърли. Обхватът на протестите се разширява с призиви за оставката на Янукович и на правителството на Микола Азаров. Протестиращите се противопоставят на широкоразпространената правителствена корупция и злоупотреба с власт, влиянието на Русия и олигарсите, полицейската бруталност, нарушенията на правата на човека и репресивните закони срещу протестите.
Голям, барикадиран протестен лагер окупира площада на Независимостта в центъра на Киев по време на „Въстанието на Майдана“. През януари и февруари 2014 г. сблъсъците между протестиращите и специалните полицейски сили за борба с безредиците Беркут довеждат до смъртта на 108 протестиращи и 13 полицаи и раняването на много други. Първите протестиращи са убити при ожесточени сблъсъци с полицията на улица „Грушевски“ на 19 – 22 януари. След това протестиращите окупират правителствени сгради в цялата страна, а правителството на Азаров подава оставка. Най-смъртоносните сблъсъци са на 18 – 20 февруари, когато е най-тежкото насилие в Украйна, откакто тя си възвръща независимостта. Хиляди протестиращи напредват към парламента, водени от активисти с щитове и каски, под обстрела на полицейски снайперисти.
На 21 февруари Янукович и парламентарната опозиция подписват споразумение за създаване на временно „правителство на единството“, конституционни реформи и предсрочни избори. Полицията напуска центъра на Киев същия следобед и протестиращите поемат контрола. Янукович бяга от града същата вечер. На следващия ден, 22 февруари, украинският парламент гласува за отстраняването на Янукович от длъжност с 328 срещу 0 (около 73% от 450-те членове на парламента). Янукович обявява гласуването за незаконно и моли Русия за помощ. Руската пропаганда определя събитията като „държавен преврат“.
в Южна и Източна Украйна избухват проруски, контра протести. Русия окупира първоначално неявно и след това открито анексира Крим, докато въоръжени проруски сепаратисти превземат правителствени сгради и провъзгласяват за независими народни републики Донецк и Луганск, предизвиквайки войната в Донбас.
Украинският парламент възстановява поправките от 2004 г. в украинската конституция. Временно правителство, ръководено от Арсений Яценюк, подписва споразумението за асоцииране с ЕС и разпуска Беркут. Петро Порошенко става президент след победата на президентските избори през 2014 г. Новото правителство започва лустрация на държавни служители, свързани със сваления режим. Провежда се и широкообхватна декомунизация и десъветизация на страната.